# 山崎まゆみ
山崎 まゆみ（やまざき まゆみ、1970年8月30日 - ）は、温泉や旅、バリアフリーを得意とするエッセイスト、跡見学園女子大学兼任講師（観光温泉学）、ノンフィクションライター。

## 来歴
新潟県長岡市出身。新潟県立長岡大手高等学校、駒澤大学文学部卒業。2年半のOL生活を経験後、フリーのライターへ転身。2008年国土交通省・VISIT JAPAN大使、武雄温泉大使、にいがた観光特使、越後長岡応援団を歴任。
不妊に悩んだ両親が「子宝の湯」である新潟県栃尾又温泉に通って自分を授かったといい、自身を“温泉の申し子”と言う。日本だけでなく世界中の温泉を巡り、32か国、100ヶ所以上の温泉を訪問。「温泉は幸せの一期一会」がモットー。
日本の温泉を紹介した自著を繁体語版に訳し台湾で出版。また自身の出演した温泉番組が台湾全土、成田空港、複数の外国エアラインの機内において放映されている。こうした活動が日本の温泉文化の発信に貢献しているとして、2008年に国土交通省からYOKOSOJAPAN大使に任命。現・VISIT JAPAN大使としてインバウンド関係者に受け入れ整備の講演を行っている。
「高齢者や身体の不自由な人にこそ温泉」を提唱し、バリアフリー温泉を積極的に紹介。内閣官房東京オリンピック・パラリンピック競技大会推進本部事務局「ユニバーサルデザイン2020関係府省等連絡会議」「ユニバーサルデザイン2020評価会議」に参画。観光庁「宿泊施設の情報発信に係る検討部会」、東京都「2020年に向けた基本方針推進調査ユニバーサルデザインの社会づくりに向けた調査」等、ユニバーサルツーリズムに関わる様々な委員を歴任。
2017年から跡見学園女子大学観光コミュニティ学部で観光温泉学を教えており、現在は学内最大規模の授業となっている。
「新潟県の魅力を考える懇談会」に委員として参画、「新潟プレミアサロン」のコーディネーターも務める。観光庁専門家派遣事業や地方自治体の観光政策会議の委員も多数歴任。
第2次世界大戦中の体験を聞き書きも行っている。元日本兵からの話をもとに、戦場（ラバウル）での兵士の生活を描いた著作『ラバウル温泉遊撃隊』(新潮社)や、旧満洲の温泉を訪ねた紀行文などを発表。シベリアに抑留された経験をもつ花火師・嘉瀬誠次の評伝『白菊‐shiragiku-　伝説の花火師・嘉瀬誠次が捧げた鎮魂の花』（小学館）を刊行した。

## 著作
- 「もう、「同世代」の男を愛せない！」山崎まゆみwith年の差恋愛研究会（著） 双葉社 2002年 ISBN 4575293806
- 「混浴美女秘湯めぐり」小学館 2003年 ISBN 4093663955
- 「いい湯にであう。」ニューズ・ライン 2006年
- 「だから混浴はやめられない」新潮新書 2008年 ISBN 9784106102851
- 「ようこそ!幸せの混浴温泉へ」東京書籍 2009年 ISBN 9784487803637
- 「ラバウル温泉遊撃隊」新潮社 2009年 ISBN 9784103164319
- 「恋に効くパワースポット温泉」文藝春秋 2010年 ISBN 9784163732404[9]
- 「おひとり温泉の愉しみ」光文社 2012年 ISBN 9784334036706
- 「お風呂deダイエット：1日5分からのスッキリひきしめ習慣」新潮社 2013年 ISBN 9784103164326[10]
- 「お風呂と脳のいい話」（脳科学者・茂木健一郎と共著）東京書籍 2014年 ISBN 9784487808298
- 「白菊‐shiragiku-　伝説の花火師・嘉瀬誠次が捧げた鎮魂の花」小学館　2014年 ISBN 9784093883764
- 「バリアフリー温泉で家族旅行 (温泉ガイド)」昭文社　2015.11.20[11]
- 「続・バリアフリー温泉で家族旅行」昭文社　2017.11.2[12]
- 「さあ、バリアフリー温泉へ出かけよう！」河出書房新社　20190430[13]
- 「行ってみようよ！親孝行温泉」（「バリアフリー温泉で家族旅行」のシリーズ第3弾）昭文社　20191130[14]
- 「女将は見た　温泉旅館の表と裏」文春文庫　2020.12.08 ISBN 9784167916206

### コラム
- BE-PAL「混浴美女秘湯めぐり」小学館
- オール読物「温泉のひみつ」文藝春秋
- はつらつ元気「山崎まゆみの親孝行温泉～バリアフリー温泉～」文芸社
- 「温泉食紀行」（日本経済新聞　日経プラス１）
- 「温泉はにっぽんの宝　旅に出よう！」観光経済新聞[15]
- 「山崎まゆみの混浴秘湯めぐり」旅チャンネル[16]
- 東京新聞「ようこそ！バリアフリー温泉」(毎月第１、３火曜日朝刊掲載)
- 観光経済新聞「山崎まゆみのちょっとよろしいですか」（月2回掲載）
- ヨミドクター「山崎まゆみの「心もとろける癒やしの温泉」（読売新聞Web）
- 『オール讀物』（文藝春秋刊）「二泊三日の温泉三昧」
- 『味の手帖』「おいしい♨ひとり旅」
- 『週刊新潮』「昭和の宰相が愛した温泉」「スターが愛した温泉」「上皇・上皇后さまの旅」[17]

## 出演番組

### テレビ
- 山崎まゆみの混浴秘湯めぐり（旅チャンネル）
- 山崎まゆみの混浴秘湯めぐり　Part2（旅チャンネル）
- 山崎まゆみのラバウル秘湯探訪記（旅チャンネル）
- 「ソロモン流」（テレビ東京）
- 「大人の極上ゆるり旅」（テレビ東京）
- 「スクール革命」（日本テレビ）
- 「羽鳥慎一モーニングショー」（テレビ朝日）2015年、2018年
- 「せんぶ、温泉」（ＮＨＫ）2016年
- 「俳句王国がゆく」（ＮＨＫ）2016年
- 「2017長岡花火中継」（ＢＳ日テレ）2017年
- 「偉人達の健康診断」（ＮＨＫ）2018年
- 「教えてもらう前と後」（ＴＢＳ）2019年

### ラジオ
- NHKラジオ第一　「山崎まゆみの ぷ～くぷく。。。」[18]
- NHK　ラジオ深夜便
- 文化放送　高木美保のクロストゥーユ
- BSN新潟放送　ふるさと散歩[19]
- 現在レギュラー　NHKラジオ第一「午後のまりやーじゅ」　毎月第3火曜日
- ニッポン放送「黒木瞳　あさナビ」（2019年）
- ＴＢＳラジオ「生島ヒロシのおはよう一直線」「たまむすび」「ジェーン・スーの生活は踊る」（2019年）
- ＮＨＫラジオ第一　「ラジオ深夜便」　毎月第4水曜日
- ＴＢＳラジオ「生島ヒロシのおはよう一直線」